# Сива чапла
Сивата чапла (Ardea cinerea) е птица от семейство Чаплови. Среща се и в България.

## Физическа характеристика
- Дължината на тялото – 90 – 100 cm
- Размаха на крилете – около 165 – 170 cm
- Тегло – 1,0 – 2,1 кг.
- Полов диморфизъм – слабо изразен.
- Оперение – преобладаващо в сиви тонове.
- Полет – с тежки махове и сгъната шия.

## Разпространение и биотоп
В Европа (включително България), Африка и Азия.
Сивата чапла е птица с голяма адаптивна способност, единственото от което се нуждае е богата на риба вода и минимално спокойствие от страна на хората. Липсва единствено в големи гори. В определени случаи при изобилие на дребни гризачи в северните райони или едри скакалци в южните можем да срещнем сивата чапла и без да има вода наблизо. В случай, че не е преследвана, свиква с човешкото присъствие и включително се размножава в големи населени центрове, като например Стокхолм, Амстердам, Найроби и Момбаса.
Сивата чапла е частично прелетна птица. В северните области се появява още преди да изчезнат снеговете и щом малките станат самостоятелни веднага предприема миграции. Младите птици веднага щом станат способни да летят предприемат големи миграции и често достигат северните брегове на Африка или Южна Азия. Те често се установяват в колонии на разстояния от порядъка на 1000 km от мястото където са се излюпили. Общо взето северните европейски популации зимуват в Южна Европа и Северна Африка. Голяма част от популациите размножаващи се в централна и южна Европа водят уседнал начин на живот. На апенинския и Пиренейския полуостров могат да бъдат срещнат предимно като зимуващи птици, въпреки че и там се срещат отделни ядра на постоянно живеещи птици.

## Начин на живот и хранене
Активни са денем и нощем, често могат да се видят на зазоряване. Дневно изяжда около 500 гр храна. Храни се предмно с риба и по-малко с насекоми, мишки, змии, малките на други птици и включително възрастни гмурци. Когато ловува крачи много бавно и когато види плячката си изстрелва глава със светкавично движение и я улавя със сигурност. Сред природата рибите могат да си намерят скривалище, но в изкуствените водоеми, нямат никакъв шанс. Сивата чапла търси храната си в заливи с малка дълбочина и в открити води, където може да ходи свободно.
Сивата чапла се проявява в някои отношения като социална птица, а в други като самотник.

## Размножаване
- Моногамни птици.
- Гнездо – по дървета в близост до вода.
- Яйца – 1 – 10 (най-често 4 – 5) броя. Снасянето започва през март.
- Мътене – трае 25 – 26 дни и се извършва и от двамата родители.
- Отглеждане на малките – малките напускат гнездото на около 30 – 48 дневна възраст. Биват хранени приблисително на два часа с храна която родителите донасят в гушите си. Паднало от гнездото малко е хранено еднакво с другите пилета. Когато събират храна родителите могат да се отдалечават до 30 km от гнездото.
- Отглежда едно люпило годишно.

Рядко гнезди самостоятелно, най-често образува колонии, които могат да се задържат значително време, някои от колониите в Европа са на възраст над 100 години. Както повечето колониално живеещи птици и сивата чапла е развила сложен комплекс от ритуали за комуникация между брачната двойка и принадлежащите ѝ гнездото и територия и нейните съседи. Също така съществуват ритуали и между двете птици в брачната двойки, като символично подаване на клонка за строеж на гнездото и др.

## Допълнителни сведения
На територията на България е защитен от закона вид. В някои страни е разрешена за лов, а в други е включително преследвана заради предполагаеми вреди, които нанася на рибовъдството.